# Eiswerder
Eiswerder est un îlot sur la Havel, au nord de la citadelle de Spandau à Berlin-Hakenfelde en Allemagne. D'une superficie de 14 hectares, il est accessible par deux ponts qui rejoignent les rives occidentales et orientales de la Havel.

## Histoire
Comme la Citadelle de Spandau, l'îlot d'Eiswerder a été beaucoup utilisé dans la construction d'armement. En 1746, le Styrien Philip Schupfer devient propriétaire de l'îlot. En 1817 il installe dans la citadelle voisine un laboratoire de bombes incendiaires, qu'il déplace sur Eiswerder douze ans plus tard, où se trouve déjà depuis 1826 un laboratoire pyrotechnique du trésor militaire.
Eiswerder s'est ensuite développé comme atelier d'armement. Au XIXe siècle, on trouve sur l'îlot une fabrique de poudre, de munitions et d'artillerie. En 1890 on installa une usine chimique à Salzhof, au nord-est de l'îlot, pour y produire les acides nécessaires à la production de munitions. L'îlot est relié en 1892 par l'est à la ligne de chemin de fer Berlin-Hambourg par un pont ferroviaire de 31 mètres, le petit pont d'Eiswerder (Kleine Eiswerderbrücke) qui sera ouvert à la circulation automobile après la Seconde Guerre mondiale.
Pour réduire le risque d'explosions, les locomotives qui desservaient l'îlot étaient des locomotives à vapeur sans foyer.
Ce n'est que dans l'après-Guerre qu'Eiswerder a cessé d'être utilisé pour des buts militaires. On y a d'abord stocké des réserves de céréales. De 1953 à 1990, l'îlot a été utilisé comme réserve alimentaire par le sénat de Berlin-Ouest en cas de blocus.
Depuis 1993, les anciens bâtiments militaires ont été reconvertis en studios loués pour des activités artistiques et culturels. L'îlot est traversé d'est en ouest par la Eiswerder Straße. Le chemin de fer a été fermé au profit d'une route ouverte aux automobiles.